# سیغیرچایی (گوینوجک)
سیغیرچایی (به ترکی استانبولی: Sığırçayı) یک منطقهٔ مسکونی در ترکیه است که در گوینوجک واقع شده‌است.